# عمر پاشا
عمر لطفی پاشا نمساوی (۱۸۰۶–۱۸۷۱) ملقب به سردار اکرم فرمانده آرتش و والی در حکومت خلافت عثمانی بود. او در اتریش از والدینی صرب و با مذهب ارتودکس زاده شد. نام وی هنگام ولادت میهایلو لاتاس (به صربی: Михајло Латас) بود. در ابتدا به عنوان سرباز به آرتش اتریش پیوست؛ اما در سال ۱۸۲۳ به ایالت بوسنی (عثمانی) گریخت و در آنجا به اسلام گروید. پس از آن، به سپاه عثمانی پیوست و مدارج ترقی را به سرعت پیمود. او کارایی خود را در سرکوب بسیاری از انقلابهایی که در سراسر امپراتوری عثمانی، مانند انقلاب شام در سالهای ۱۸۴۰ و ۱۸۴۱ ثابت کرد که بعد از موفقیت در سرکوب آن به عنوان فرمانده برای خرد کردن شورشهای لبنان در سال ۱۸۴۲ و انقلاب آلبانی (۱۸۴۳ ۱۸۴۴)منصوب شد.
عمر پاشا فرمانده آرتش امپراتوری عثمانی در جنگ کریمه و یک کارشناس برجسته در تاریخ نظامی بود؛ تا آن جایی که پیروزی‌های چشمگیری در سیلیسترا و یفپاتوریا به دست آورد و سپاه ۴۰ هزار نفری آرتش روسیه را در بندر سواستوپول محاصره کرد.